# سيلاس سايمور
سيلاس سايمور (بالإنجليزية: Silas Seymour)‏ هو مهندس مدني أمريكي، ولد في 20 يونيو 1817 في Stillwater, New York ‏ في الولايات المتحدة، وتوفي في 15 يوليو 1890 في نيويورك في الولايات المتحدة.